# Nineta nanina
Nineta nanina is een insect uit de familie van de gaasvliegen (Chrysopidae), die tot de orde netvleugeligen (Neuroptera) behoort. 
Nineta nanina is voor het eerst wetenschappelijk beschreven door Banks in 1911.